# Vila Velha

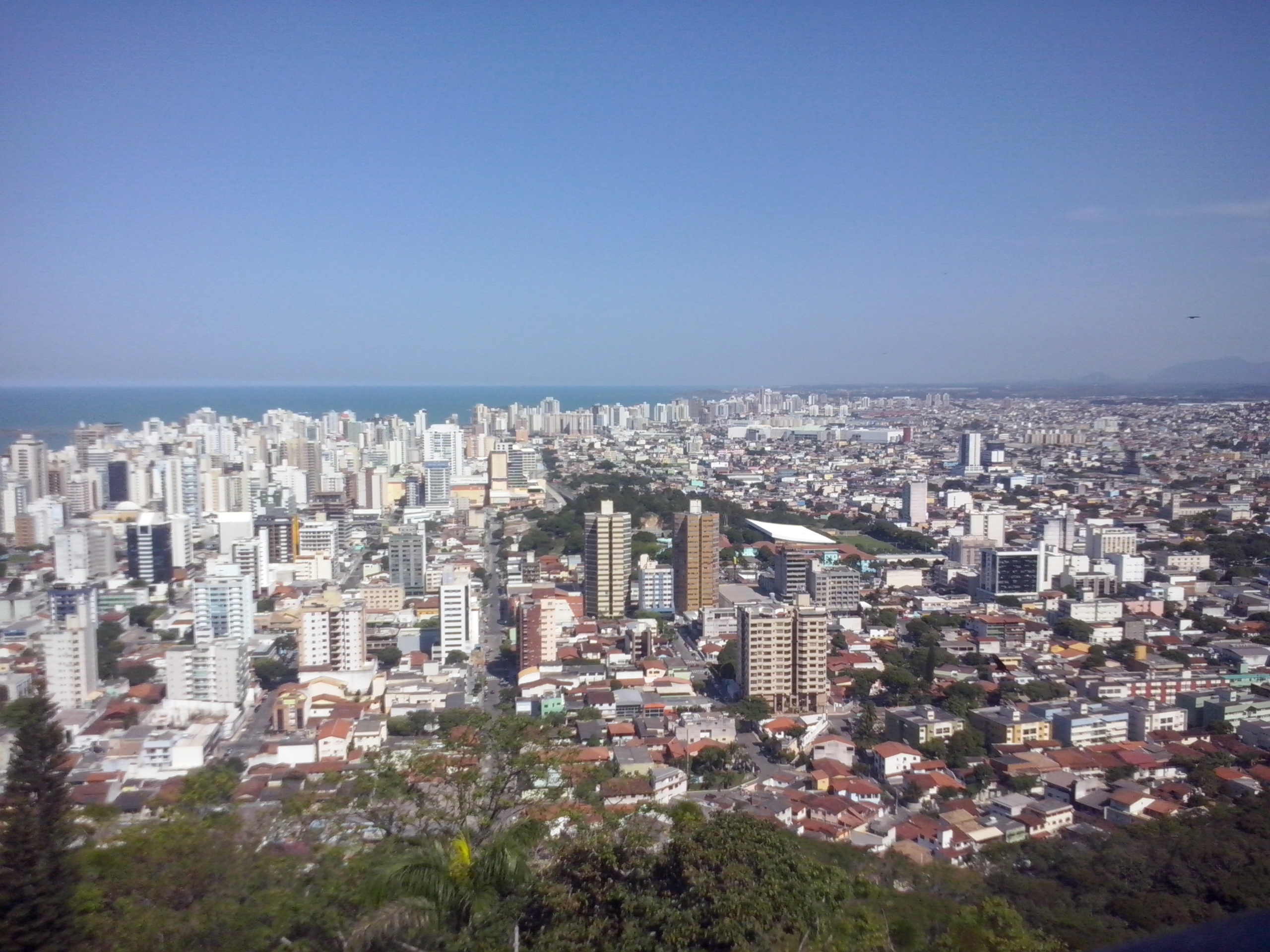
Vila Velha

Vila Velha este un oraș și o municipalitate din statul Espírito Santo (ES) din Brazilia.
La recensământul din 2007, Vila Velha a avut o populație de 398,068 de locuitori. Suprafața orașului Vila Velha  este de 209 km².
1. ↑   http://www.geopostcodes.com/Vila_Velha Lipsește sau este vid: |title= (ajutor)